# Conus mcbridei
Conus mcbridei is een in zee levende slakkensoort uit het geslacht Conus. De slak behoort tot de familie Conidae. Conus mcbridei werd in 2005 beschreven door Lorenz. Net zoals alle soorten binnen het geslacht Conus zijn deze slakken roofzuchtig en giftig. Zij bezitten een harpoenachtige structuur waarmee ze hun prooi kunnen steken en verlammen.